# Erateina paeonata
Erateina paeonata är en fjärilsart som beskrevs av Felder 1875. Erateina paeonata ingår i släktet Erateina och familjen mätare. Inga underarter finns listade i Catalogue of Life.